# سطيح الكاهن
سَطيح الكاهن أو الكاهن الذئبي، هو رجل من بني ذئب كان يتكهن في الجاهلية.

## سبب التسمية
قيل إن سطيحًا سمي بهذا الاسم لأنه كان إذا غضب قعد منبسطًا على الأرض، وقيل: سمي بذلك لأنه لم يكن له بين مفاصله قصب تعمده، فكان أبدًا منبسطًا منسطحًا على الأرض لا يقدر على قيام  ولا قعود، ويقال: كان لا عظم له سوى رأسه.